# Брёкелен
Брёкелен (нидерл. Breukelen) — город и бывший муниципалитет в Нидерландах в провинции Утрехт. Расположен на северо-западе от Утрехта, вдоль реки Вехт (Vecht) и близко к озёрам Loosdrechtse Plassen, популярном месте для туризма. Эта область носит название Вехтстрикт (Vechtstreek). Вероятное происхождение названия — «сломанная земля».

## История
До времен Средневековья эти места едва ли были обитаемы. Из-за обширных торфяных болот местность была непригодной для жилья. Древнейшие следы небольших поселений и сельского хозяйства в этой местности встречаются на илистых отмелях, принадлежавшие племенам времен железного века (800-50 гг. до н.э.). Борьба с наводнениями и постройка дамб сыграли важную роль в истории становления Брёкелена. Позже поселение перешло под контроль епископа Утрехта. В XII веке мост через реку Вехт стал платной переправой. В течение XVII века много богатых торговых семей Амстердама построили свои особняки вдоль реки под Брёкеленом. 1 января 2011 произошло слияние Брёкелена и посёлков Loenen и Maarssen в целях создания агломерации Stichtse Vecht.

## Достопримечательности
- Разводной мост через реку Vecht;
- Железнодорожный вокзал Брёкелена;
- Van der Valk (Breukelen) отель, фасад которого выполнен в китайском стиле;
- Мельница 1696 года постройки;
- Замок Nyenrode;
- Бизнес-Университет Nyenrode[3]

## Спорт и досуг
- Местный футбольный клуб ФК Брёкелен, Нидерланды (FC Breukelen);
- Брёкелен находится на европейском пешеходном маршруте Е11, известный также как Marskramerpad. Маршрут идет от Woerdense Verlaat, проходит через центр, продолжается через Форт Tienhoven к озёрам Loosdrechtse Plassen по направлению к Tienhoven.
- В Брёкелене находится субтропический бассейный комплекс «Kikkerfort».
- HV Nijenrodes — местный гандбольный клуб[4]

## Известные личности
- Petrus Johannes Kasteleijn (2 апреля 1746), писатель;
- Питер Николас ван Эйк (1 октября 1887 — 10 апреля 1954), писатель;
- Хенк ван дер Грифт (25 декабря 1935), конькобежец;
- Питер Аусорен (Pieter Oussoren) (1943), священник, переводчик Библии;
- Рутгер Хауэр (23 января 1944 — 19 июля 2019), актёр.

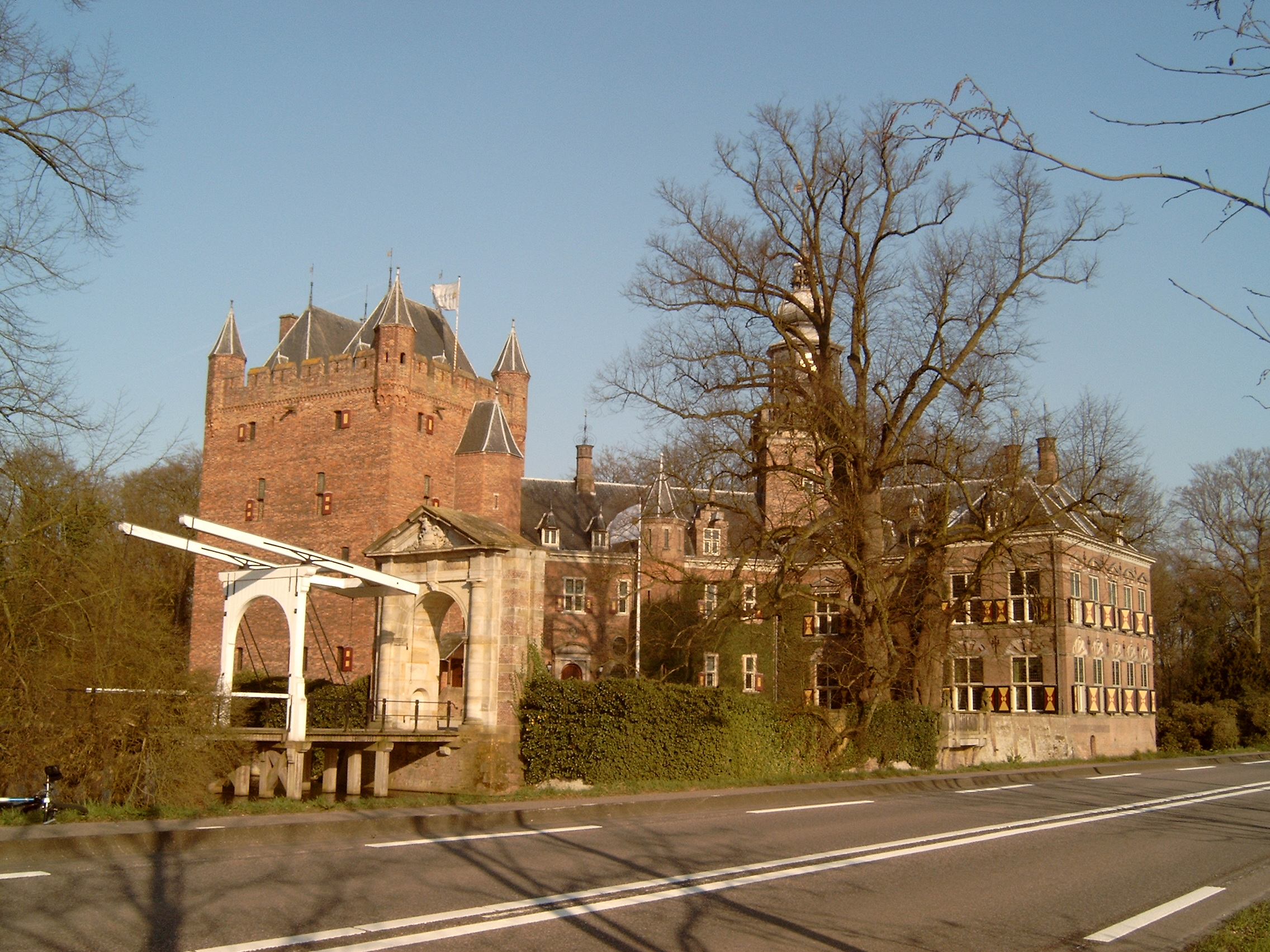
Breukelen, Бизнес-Университет
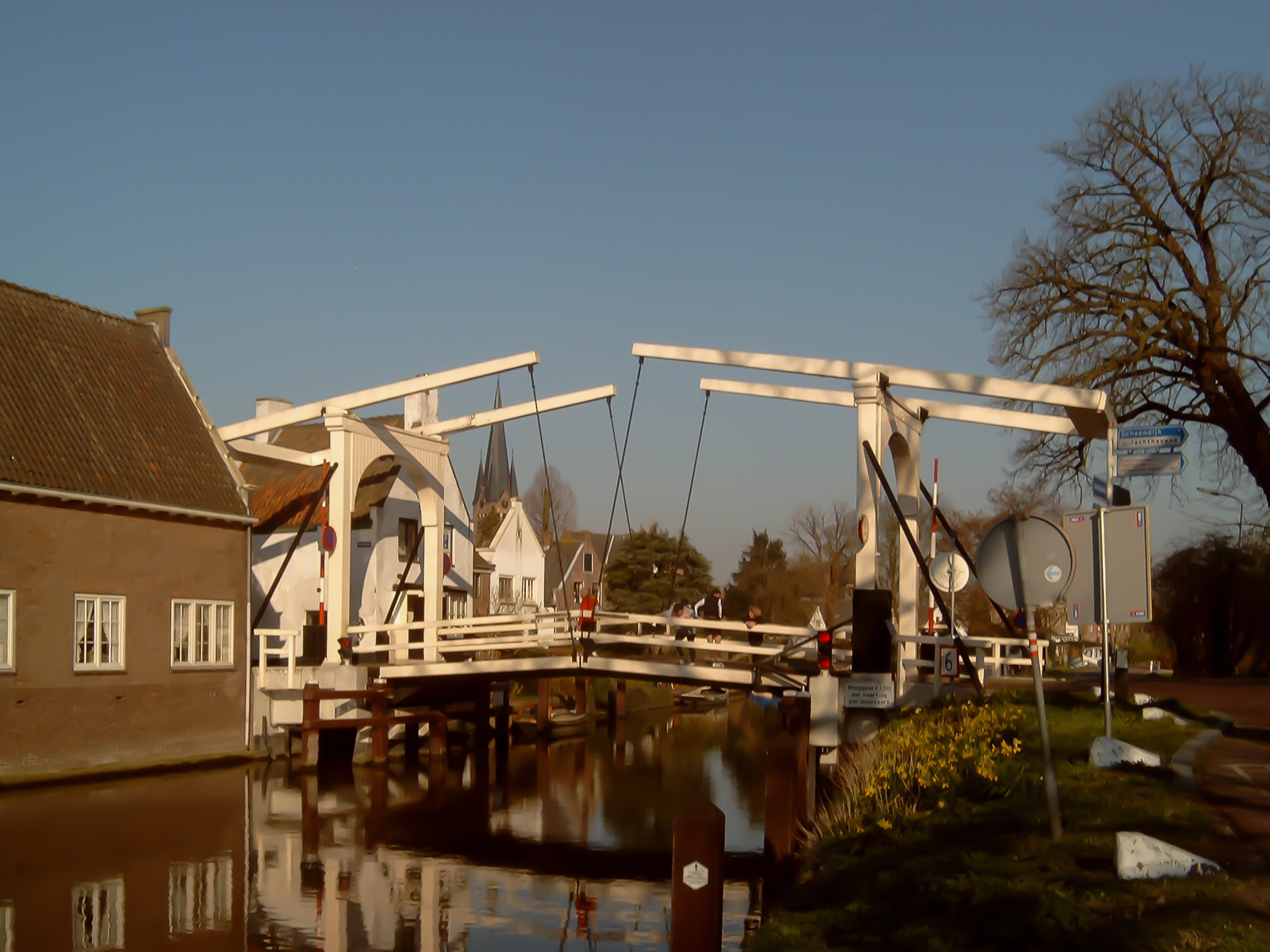
Мост через реку Vecht
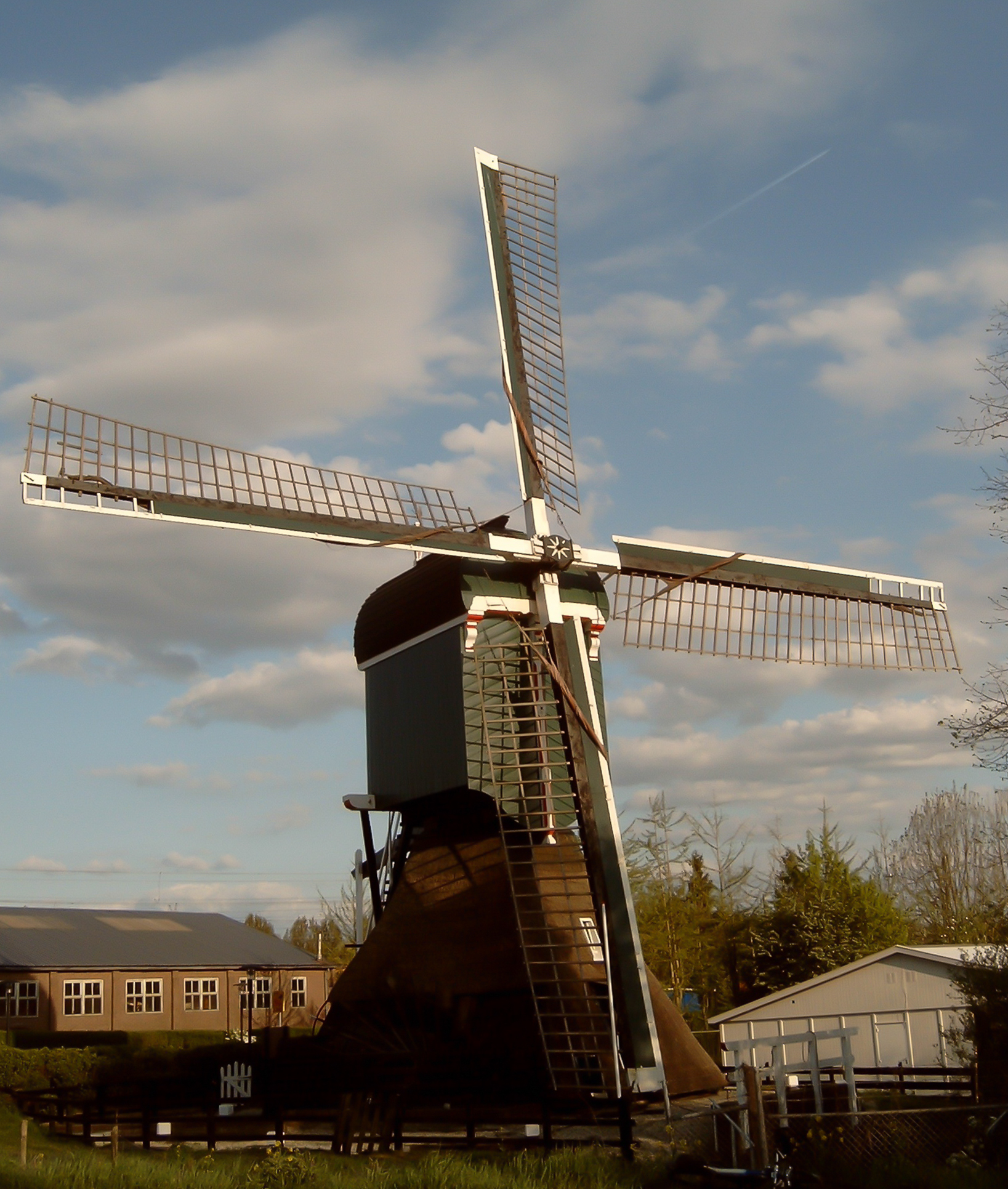
Ветряная мельница
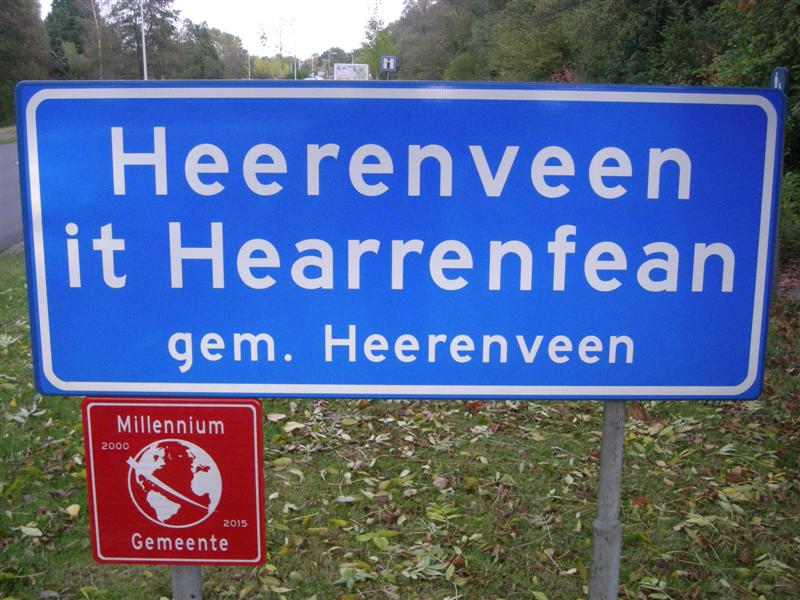
Знак города-участника программы «Millennium Gemeente»

## Интересный факт
- Нидерландский посёлок Брёкелен имеет аналог в США — Бруклин, район города Нью-Йорк. Первоначально Бруклин был голландской деревней под названием Брёкелен (Breuckelen), находившейся на берегу Ист-Ривер, на острове Лонг-Айленд. Западное побережье Лонг-Айленда было населено американскими индейцами племени канарси, которое уступило свои земли под «Новую Голландию». Голландская Вест-Индийская компания основала на этом месте шесть городов и один из них носил название Брёкелен (Breuckelen)[5].

- Поселок является участником Программы ООН по борьбе с нищетой, болезнями, неравенством и безработицей «Муниципалитет Миллениума» (Millennium Gemeente) и имеют право на почетный знак.[6]